# Los Prats (Talarn)
Los Prats és un indret del terme municipal de Talarn, al Pallars Jussà.
Estan situats al sud-oest de la vila de Talarn, al sud-est de los Seixells i al nord de la ciutat de Tremp.